# Jaroslav Heller
Jaroslav Heller (1937, Ostrava – ???) byl český hokejový obránce. Po skončení aktivní kariéry působil jako rozhodčí.

## Hokejová kariéra
V československé lize hrál za TJ Gottwaldov. Odehrál 4 ligové sezóny, nastoupil ve 119 ligových utkáních, dal 13 gólů a měl 10 asistencí. Po skončení ligové kariéry odehrál ještě jednu sezónu ve druhé liza za TJ Moravia DS Olomouc.

## Klubové statistiky
| Sezona    | Klub                  | Soutěž  | Základní část | Základní část | Základní část | Základní část | Základní část |
| Sezona    | Klub                  | Soutěž  | Z             | G             | A             | B             | TM            |
| --------- | --------------------- | ------- | ------------- | ------------- | ------------- | ------------- | ------------- |
| 1959/1960 | TJ Gottwaldov         | 2. liga | -             | -             | -             | -             |               |
| 1960/1961 | TJ Gottwaldov         | 1. liga | 35            | 5             | 2             | 7             | 18            |
| 1961/1962 | TJ Gottwaldov         | 2. liga | -             | -             | -             | -             |               |
| 1962/1963 | TJ Gottwaldov         | 2. liga | -             | -             | -             | -             |               |
| 1963/1964 | TJ Gottwaldov         | 1. liga | 30            | 4             | 2             | 6             | 4             |
| 1964/1965 | TJ Gottwaldov         | 1. liga | 30            | 2             | 1             | 3             | 33            |
| 1965/1966 | TJ Gottwaldov         | 1. liga | 27            | 2             | 5             | 7             | 18            |
| 1966/1967 | TJ Moravia DS Olomouc | 2. liga | -             | -             | -             | -             |               |